# هویت اکستون
هویت اکستون (انگلیسی: Hoyt Axton; ۲۵ مارس ۱۹۳۸ – ۲۶ اکتبر ۱۹۹۹) بازیگر، خواننده و نوازنده گیتار اهل ایالات متحده آمریکا بود.
از فیلم‌ها یا برنامه‌های تلویزیونی که وی در آن نقش داشته‌است می‌توان به گرملینز، ما فرشته نیستیم، جنگ داخلی، شاه کبرا، در معرض خطر، ماه دروغگو و اسب سیاه اشاره کرد.